# Alarmkalendern
Alarmkalendern var ett månatligt infoblad för den utomparlamentariska vänstern som utkom med 90 nummer mellan åren 1993 och 2001. Fram till mitten av 1996 var undertiteln "Infoblad för det utomparlamentariska motståndet i Malmö-Lund". Därefter "Infoblad för det utomparlamentariska motståndet".